# (7933) Magritte
(7933) Magritte est un astéroïde de la ceinture principale.

## Description
(7933) Magritte est un astéroïde de la ceinture principale. Il fut découvert par Eric Walter Elst le 3 avril 1989 à l'ESO. Il présente une orbite caractérisée par un demi-grand axe de 2,32 UA, une excentricité de 0,082 et une inclinaison de 6,39° par rapport à l'écliptique.
Il fut nommé en hommage au peintre belge surréaliste René Magritte (1898-1967).

## Compléments